# Tiéfindougou (Loropéni)
Pour les articles homonymes, voir Tiéfindougou.
Tiéfindougou est une commune rurale située dans le département de Loropéni de la province du Poni dans la région Sud-Ouest au Burkina Faso.

## Histoire
Le village a été fondé à la fin du XIXe siècle par l'ethnie Dogossè (incluse dans le groupe des Gourmantché) qui est venue peupler le nord de la région de Loropéni avec les Gan et les Dioula.

## Santé et éducation
Le centre de soins le plus proche de Tiéfindougou est le centre de santé et de promotion sociale (CSPS) de Dipéo tandis que le centre médical se trouve à Kampti et que le centre hospitalier régional (CHR) de la province est à Gaoua.